# سیخچه‌دم ایتاتیایا
سیخچه‌دم ایتاتیایا (نام علمی: Asthenes moreirae) نام یک گونه از سرده مرغ سبدساز است.